# Siegfried Ferdinand z Koloniče
Siegfried II. či též Sayfried Ferdinand Kolonič z Kologradu (německy Siegfried von Kollonitsch, 22. září 1572, Eisenstadt, Uherské království – 12. února 1624, Levice) byl uherský šlechtic z původně chorvatského rodu Koloničů z Kologradu. Sloužil v císařské armádě jako polní maršál a příznivec protestantů v Uhrách.

## Život
Siegfried Ferdinand se narodil jako nejstarší syn z deseti dětí barona Jiřího Seyfrieda z Koloniče (1537–1599) a jeho manželky Marie Heleny Fuchsové z Fuchsbergu (1539–1603). Jeho kmotrem byl sám císař Maxmilián II.
Během dlouhé turecké války, které se účastnil od roku 1593, se Siegfried natrvalo usadil v Uhrách. V roce 1598 obdržel uherský inkolát a domovská práva. Byl považován za jednoho z nejlepších vojevůdců své doby. Knížeti Gabrielu Báthorymu kladl v boji urputný odpor. V roce 1601 byl císařem Rudolfem II. jmenován plukovníkem jezdectva a v roce 1604 byl po abdikaci Jiřího Thurzona jmenován generálem a stal se nejvyšším velícím důstojníkem hornouherských sil v Cisdanubii a kapitánem pevnosti Nové Zámky. Bojoval s císařskými oddíly proti Štěpánu Bočkajovi a i po Vídeňském míru z roku 1606 si svoji pozici udržel, včerně postu velícího generála hornouhorských horních měst. Císař Ferdinand II. ho jmenoval do hodnosti polního maršála. Byl také jedním ze signatářů Žitvatorockého míru.
Na Štědrý den 1610 byl Siegfried z Koloniče odvolán z úřadu, protože kritizoval mírovou dohodu s Turky. Vyzval proto ostřihomského beje Kara Aliho na den svatého Jiří 1613 na souboj, čímž porušil dohody stanovené ve Vídeňském míru a v roce 1614 byl postaven před vídeňský vojenský soud a na rok uvězněn. V roce 1616 se opět dostal do konfliktu se státními úřady kvůli sporu o svůj majetek (Devín, Levice), což vedlo k dalšímu uvěznění a zabavení majetku. 8. září 1621 byl propuštěn z vězení, v roce 1622 byl rehabilitován a veškerý majetek získal zpět.
Je poněkud neobvyklé, že Siegfried z Koloniče, coby potomek katolického šlechtického rodu, z nějž vzešli dva arcibiskupové, byl přesvědčeným a nadšeným protestantem a stoupencem reformace Martina Luthera a měl dokonce vlastní luteránské dvorní duchovenstvo. Aktivně také podporoval protestanty při zakládání jejich kongregací. Měl také klíčový podíl na založení evangelické církve augsburského vyznání v Bratislavě.
Siegfried z Koloniče zemřel 12. února 1624 na zámku Levice. Jeho ostatky byly uloženy do rakve, ale rakev stála nepohřbená ve velkém sále zámku Levice po 14 let. Pochováni však byli tajně v kryptě městského kostela v Levicích až v roce 1638 na příkaz dvorního komorníka Jakoba Johanna Stelly.

### Manželství a potomstvo
Siegfried z Koloniče byl dvakrát ženatý. Jeho první manželkou byla s Žofie Perényiová (18. července 1574 – 12. února 1606). Tímto sňatkem se dostal do kruhů uherské šlechty. Své druhé manželství uzavřel s Annou Marií ze Sauranu († ~ 1624). Obě manželství však zůstala bezdětná.